# Виноградов, Сергей Леонидович (воздухоплаватель)
Сергей Леонидович Виноградов — российский воздухоплаватель, трехкратный Чемпион России по воздухоплавательному спорту, обладатель Кубка России по воздухоплавательному спорту. Мастер спорта России.

## Биография
Сергей Виноградов - отец Александра Виноградова, также Чемпиона России по воздухоплавательному спорту.
Виноградов старший наряду со Степаном Лебедевым первым получил пилотское удостоверение среди жителей города Великие Луки (в последствии ставшего "столицей спортивного воздухоплавания"), в котором с 1996 года начали проводиться международные Встречи воздухоплавателей в Великих Луках. В 1997 году пилоты впервые участвовали в мероприятии.

## Спортивная карьера
В 1997 году Виноградов попал в топ-5 Чемпионата страны, в 1999 стал вторым, а в 2000-м впервые завоевал золотые медали главного старта сезона. Также он стал первым и единственным великолучанином (по состоянию на февраль 2025) - победителем Встреч воздухоплавателей в Великих Луках. В 2002-м выиграл в подмосковном Дмитрове выиграл Чемпионат в третий раз подряд.

### Рекорды в личном зачете среди российских пилотов
(по состоянию на 15 февраля 2025)
- 1-й и единственный пилот по количеству побед в Чемпионате России подряд — 3[5]
- 2-й пилот по количеству побед в Чемпионате России — 3 (уступают Артёму Денисенко — 4)
- 2-й пилот по количеству выигранных медалей Чемпионата России — 11 (уступает Сергею Латыпову — 12)
- 1-й пилот в истории, выигравший Чемпионат и Кубок России
- Один из семи пилотов, выигрывавших Чемпионат и Кубок России
- 1-й пилот в истории, выигравший Чемпионат и Кубок России в одном сезоне — 2002г.
- Один из трех пилотов, выигрывавших Чемпионат и Кубок России в одном сезоне (наряду с Сергеем Латыповым и Иваном Меняйло)
- 2-й  пилот по количеству суммарно выигранных медалей Чемпионата и Кубка России — 15 (наряду с Иваном Меняйло; уступают Сергею Латыпову — 22)
- 1-й и единственный пилот из Великих Лук, выигравший международную Встречу воздухоплавателей в Великих Луках